# Pierre-Marc de Biasi
Pierre-Marc de Biasi, nacido el año 1950 en Francia, es un artista plástico, escultor, escritor, crítico literario, especialista internacional de Gustave Flaubert y de la genética de los textos. 

## Datos biográficos
Antiguo alumno de la Escuela normal superior de Saint-Cloud (fr) , profesor, director del Instituto de Textos y Manuscritos Modernos (ITEM Institut des Textes et modernes Manuscrits) en las CNRS. Especialista de la crítica genética y la obra de Flaubert ha publicado varios ensayos y ha editado numerosas ediciones de las obras y manuscritos de este escritor (en especial los cuadernos de trabajo, Balland, 1988; Viaje en Egipto, Grasset, 1991)
También es un experto en la historia del papel, el autor de una noche temática de Arte (La Saga du papier, ed. Adam Biro) y varias publicaciones sobre este tema.
Como artista, ha expuesto sus trabajos basados sobre los temas de la marca, la memoria, el cuerpo, la escritura, en más  cincuenta exposiciones en Francia y en el extranjero. Su obra, inspirada en el minimalismo y el arte povera, explora varias áreas (escultura, pintura, dibujo, fotografía, vídeo, instalaciones) con unas experimentos dominantes en cemento y papel. Él también produjo varias esculturas monumentales e instalaciones, especialmente encargos públicos ( París, Marne-la-Vallée, Niort, Grenoble).